# Першино (Тейковский район)
Першино — село в Тейковском районе Ивановской области России, входит в состав Большеклочковского сельского поселения.

## География
Село расположено на берегу реки Пежа в 4 км на север от райцентра города Тейково.

## История
В 1794 году в селе на средства прихожан была построена каменная церковь с колокольней вместо бывшей деревянной. Престолов в церкви было три: в холодной — в честь Преображения Господня и в теплой трапезе: во имя Святителя и Чудотворца Николая и в честь Боголюбской иконы Божьей Матери. С 1885 года в селе существовала церковно-приходская школа, помещавшаяся в церковном доме. 
В конце XIX — начале XX века село входило в состав Тейковской волости Шуйского уезда Владимирской губернии. В 1859 году в селе числилось 67 дворов, в 1905 году — 92 двора.

## Население
| 1859 | 1905 |
| ---- | ---- |
| 312  | 550  |

| 1859 | 1905 | 2010 |
| ---- | ---- | ---- |
| 312  | ↗550 | ↘134 |

## Достопримечательности
В селе расположена недействующая Церковь Спаса Преображения.